# Coussey
Coussey é uma comuna francesa na região administrativa de Grande Leste, no departamento de Vosges. Estende-se por uma área de 16,02 km². Em 2010 a comuna tinha 737 habitantes (densidade: 46 hab./km²).

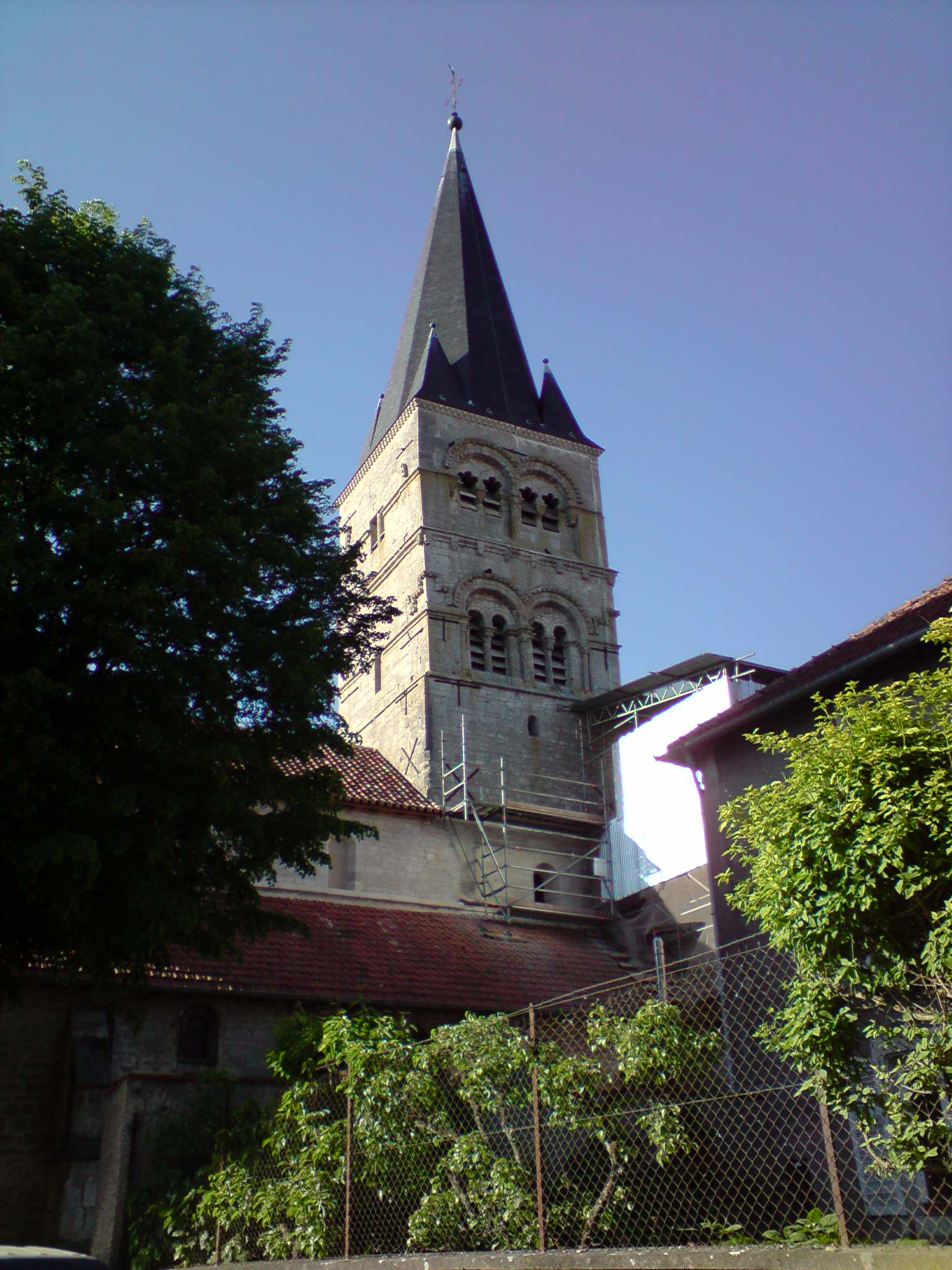
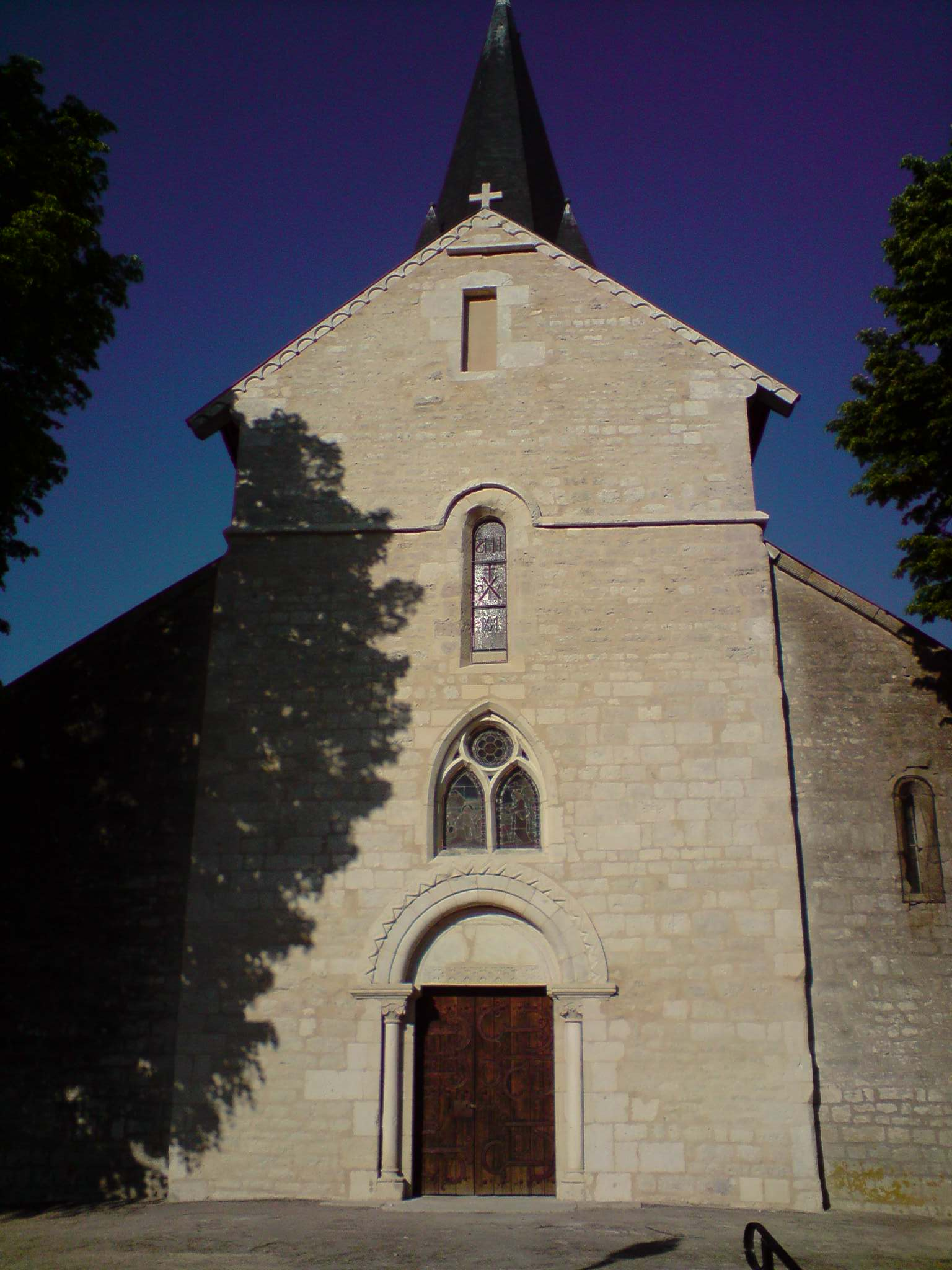
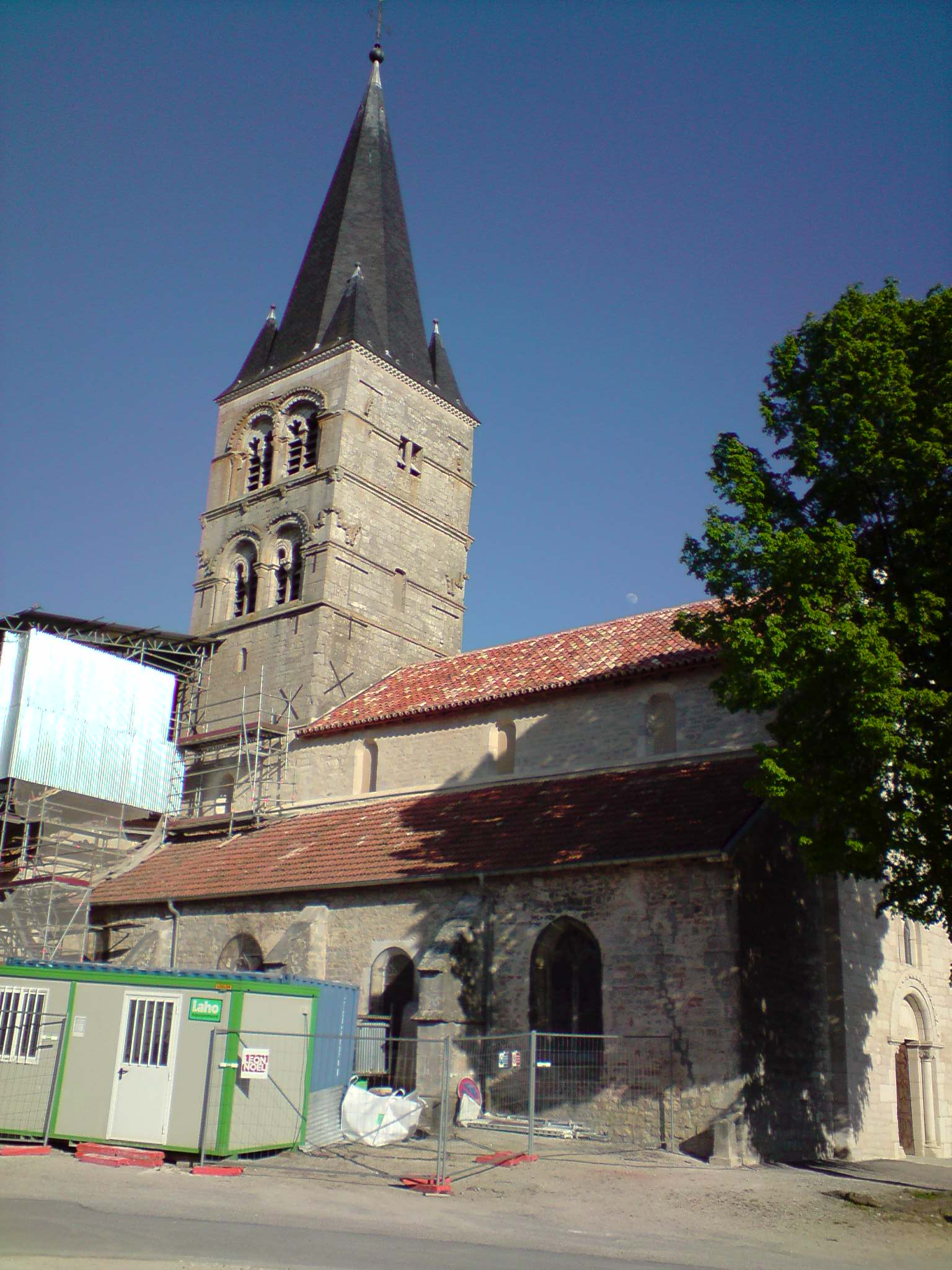